# Herisau

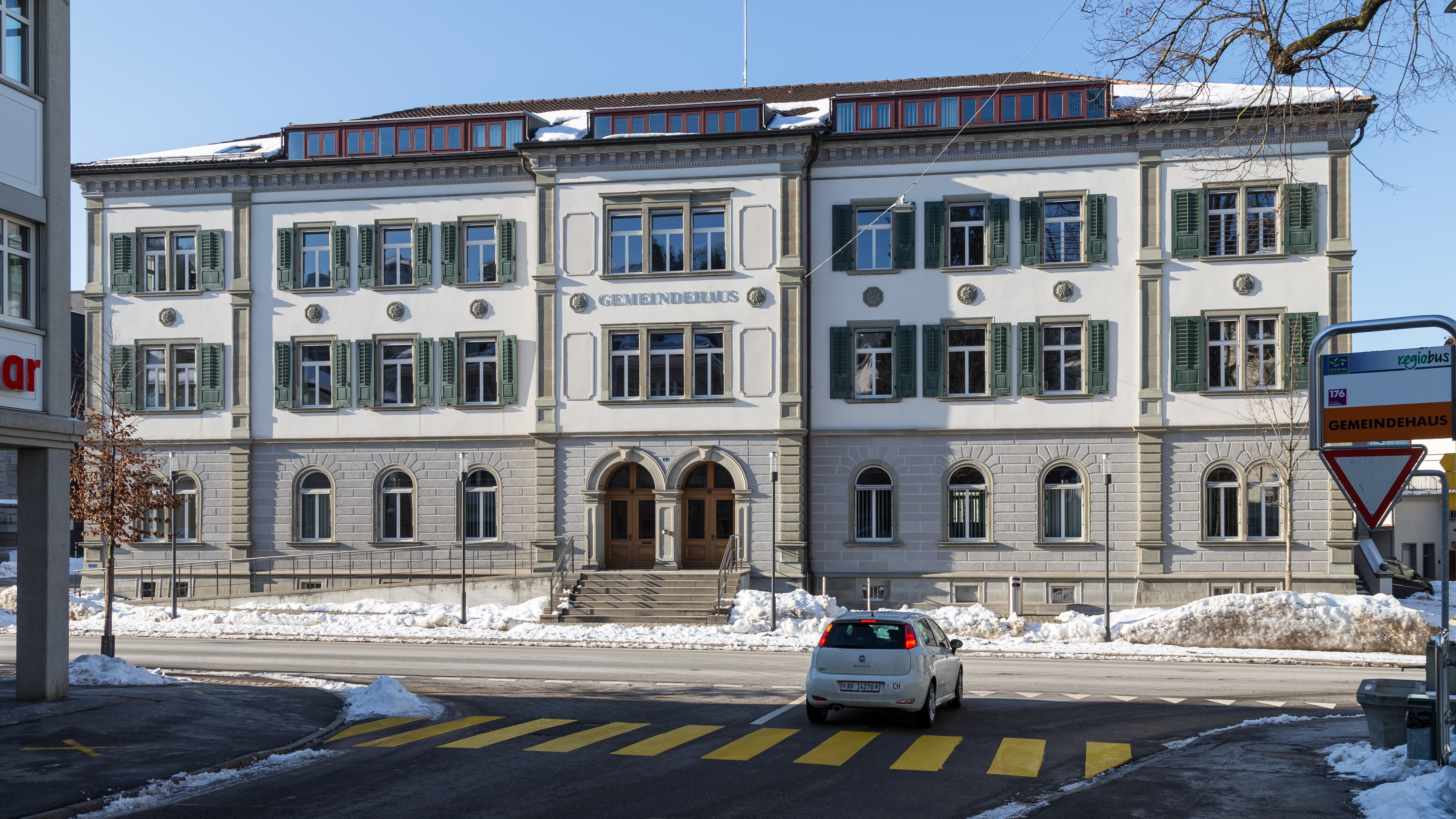
Kommunhuset i Herisau.

Herisau är en stad och kommun i kantonen Appenzell Ausserrhoden i Schweiz. Kommunen har 15 893 invånare (2023). Herisau är huvudort i kantonen Appenzell Ausserrhoden. Sätet för de rättsliga organen är dock i Trogen.
I kommunen finns förutom staden Herisau även orten Schachen bei Herisau.

## Geografi
Herisau är beläget längs med floden Glatt, på en höjd av 771 meter över havet. Staden ligger cirka 8,5 kilometer sydväst om Sankt Gallen och cirka 56 kilometer öster om Zürich.
Kommunen Herisau har en yta om 25,20 km². Av denna areal används 13,58 km² (53,9 %) för jordbruksändamål och 6,88 km² (27,3 %) utgörs av skogsmark. Av resten utgörs 4,53 km² (18,0 %) av bostäder och infrastruktur, medan 0,22 km² (0,9 %) är impediment.

## Demografi
Kommunen Herisau har 15 893 invånare (2023). En majoritet (88,8 %) av invånarna är tyskspråkiga (2014). 32,3 % är katoliker, 36,3 % är reformert kristna och 31,5 % tillhör en annan trosinriktning eller saknar en religiös tillhörighet (2014).